# Chuẩn bị hậu phương
Chuẩn bị hậu phương là tổng thể các hoạt động và biện pháp chuẩn bị mọi mặt về chính trị, quân sự, kinh tế, văn hóa, khoa học công nghệ... của đất nước nhằm xây dựng, củng cố tiềm lực về mọi mặt, sẵn sàng huy động nhân lực, tài lực, vật lực cho chiến tranh và tiếp tục được chuẩn bị trong suốt quá trình chiến tranh, do các bộ, ngành của Trung ương và các địa phương phối hợp với lực lượng vũ trang theo một ý định, kế hoạch thống nhất, dưới sự chỉ đạo điều hành của Chính phủ.

## Các nước trên thế giới
Chuẩn bị hậu phương là một việc làm cần thiết của mỗi quốc gia, tùy theo tình hình cụ thể của mỗi nước để tiến hành chuẩn bị hậu phương cho phù hợp. Ở Liên Xô, trong chiến tranh Vệ quốc vĩ đại (1941-1945), để chuẩn bị sẵn sàng đối phó với chiến tranh xâm lược của chủ nghĩa phát xít, Đảng cộng sản và nhân dân Liên Xô đã chủ động chuẩn bị hậu phương về mọi mặt, đẩy mạnh sản xuất phát triển, tăng cường nguồn dự trữ quốc gia và dự trữ động viên; chuẩn bị các loại nguyên liệu dự trữ quốc gia và dự trữ động viên, các loại nguyên liệu chiến lược, nhiên liệu và các vật tư khác. Từ tháng 1.1939 đến tháng 1.1941, các nguồn dự trữ quốc gia và dự trữ động viên tăng nhiều: về gang gấp 5 lần, thép lá gấp 2 lần, đồng hơn 2 lần, kẽm 2,2 lần... Tính đến khi Quân đội phát xít Đức bắt đầu tiến công vào Liên Xô (21.6.1941), tổng trị giá dự trữ vật chất quốc gia tăng gần gấp đôi, đạt 7,6 tỉ rúp. Bên cạnh đó, nền công nghiệp quốc phòng đã phát triển mạnh: về sản xuất máy bay, năm 1940 mới trang bị lại cho không quân được 86 máy bay các loại, đến nửa đầu năm 1941 đã tăng lên 2.653 chiếc; về sản xuất xe tăng, trong thời kì 1930-39 số lượng xe tăng đã tăng lên 43 lần. Chỉ tính riêng 6 tháng đầu năm 1941 đã sản xuất 1.503 xe tăng các loại (T-34 và 393 K.V). Trong vòng 5 năm (1934-38), số lượng pháo tăng 225%... Trình độ sản xuất vũ khí bộ binh trong những năm đầu chiến tranh đã hoàn toàn đáp ứng những nhu cầu của Quân đội Liên Xô. Năm 1940-41 đã chế tạo được súng chống tăng... Về vật chất hậu cần: năm 1940 năng suất trung bình của tất cả các loại ngũ cốc đã tăng 8,6 tạ/ha, tổng thu hoạch đã đạt 96,6 triệu tấn; đến ngày 1.1.1941, cả nước đã có 54,8 triệu đầu súc vật lớn, gia súc nuôi lấy thịt... Việc chuẩn bị hậu phương của Liên Xô từ thời bình và trong giai đoạn chuẩn bị trực tiếp đã góp phần quan trọng để huy động nhân lực, phương tiện, vật chất bảo đảm cho Hồng quân đánh bại kẻ thù.

## Tại Việt Nam
Ở Việt Nam, khái niệm chuẩn bị hậu phương đã có từ rất sớm và đã trở thành kinh nghiệm và truyền thống trong lịch sử đấu tranh của dân tộc ta. Trong cuộc chiến chống quân Nam Hán lần thứ hai với chiến thắng Bạch Đằng năm 938, Ngô Quyền đã tích cực chiêu mộ nhân dân phát triển sản xuất. Trong quá trình chuẩn bị kháng chiến, Ngô Quyền đã rất chú trọng xây dựng lực lượng thủy quân, sửa chữa, đóng mới và huy động nhiều thuyền phục vụ quân đội. 
Đến thời Nhà Trần thế kỷ 13, Trần Quốc Tuấn đã đề xuất kế sách giữ nước lâu dài là “khoan thư sức dân để làm kế sâu gốc, liền rễ, đó là thượng sách để giữ nước”. Trong 2 cuộc kháng chiến chống quân Mông - Nguyên (1258 và 1285), Nhà Trần đã chuẩn bị hậu phương chu đáo, thực hiện nhiều chính sách, biện pháp bồi dưỡng sức dân, cải thiện đời sống vật chất và tinh thần cho nhân dân, tạo nên sự gắn bó giữa triều đình với nhân dân. 
Thời Tây Sơn thế kỷ 18, Nguyễn Huệ sau khi giành chiến thắng trong các cuộc chiến tranh, tiếp tục củng cố hậu phương, cho phân chia lại ruộng đất của người giàu cho dân nghèo, ra lệnh tịch thu ruộng đất vắng chủ để tạm cấp và mở mang nội - ngoại thương, cải tiến văn tự, khuyến khích học tập, nhằm củng cố hậu phương vững mạnh. 
Trong kháng chiến chống Pháp, ở miền Bắc VN cùng với việc chuẩn bị cơ sở vật chất ở các vùng tự do, căn cứ Việt Bắc được mở rộng và củng cố, nhiều tuyến đường ô tô được sửa chữa lại và mở thêm. Trong kháng chiến chống Mỹ, nhân dân ta đã đẩy mạnh xây dựng miền Bắc xã hội chủ nghĩa trở thành hậu phương lớn của cả nước, cung cấp sức người, sức của cho tiền tuyến lớn miền Nam, đồng thời kết hợp xây dựng và củng cố hậu phương tại chỗ cũng như các căn cứ kháng chiến ở miền Nam. Trong sự nghiệp xây dựng và bảo vệ Tổ quốc ngày nay, việc chuẩn bị hậu phương được tiến hành từng bước, từ thời bình trên phạm vi cả nước, với sự tham gia của toàn dân đặt dưới sự lãnh đạo của Đảng, sự chỉ đạo điều hành theo một kế hoạch thống nhất của Nhà nước.

## Yêu cầu
Chu đáo, toàn diện, có trọng tâm, trọng điểm, thực hiện theo thứ tự ưu tiên, bám sát yêu cầu, nhiệm vụ và tình hình thực tiễn của đất nước; kết hợp chặt chẽ giữa chuẩn bị hậu phương quốc gia với chuẩn bị hậu phương chiến lược, chiến dịch và hậu phương tại chỗ, sẵn sàng huy động mọi nguồn lực cho tiền tuyến khi xảy ra chiến tranh.

## Nội dung
Nội dung của chuẩn bị hậu phương gồm: chuẩn bị tiềm lực chính trị, chuẩn bị về quân sự - an ninh, chuẩn bị về kinh tế, chuẩn bị khoa học, công nghệ.
Chuẩn bị hậu phương được tiến hành cơ bản từ thời bình và tiếp tục bổ sung, điều chỉnh, hoàn thiện trong quá trình chiến tranh; một nội dung của công tác quốc phòng, góp phần quan trọng tạo thế và lực vững chắc để bảo vệ Đảng, chính quyền và nhân dân, sẵn sàng chuyển nền kinh tế của đất nước sang thời chiến và duy trì sản xuất trong chiến tranh. Đồng thời, sẵn sàng huy động nhân lực, vật lực, tài lực bảo đảm cho lực lượng vũ trang tác chiến trong mọi tình huống.
Trong chiến tranh tương lai (nếu xảy ra), đối phương có thể sẽ sử dụng rộng rãi vũ khí công nghệ cao và chú trọng đánh phá ác liệt hậu phương của ta ngay từ những ngày đầu, tháng đầu chiến tranh. Do vậy, Nhà nước cần có kế hoạch và chỉ đạo, điều hành chặt chẽ việc thực hiện chuẩn bị hậu phương từng bước, theo phân cấp cho phù hợp để đáp ứng kịp thời với yêu cầu, nhiệm vụ bảo vệ Tổ quốc trong tình hình mới.